# And One
And One — немецкая синтипоп- и EBM-группа. Фронтменом и единственным постоянным участником является Стив Нагави.

## История

### Создание группы, Body Project

Стив Нагави и Крис Руйц у мемориала Плётцензее, 1989. Из первых «промо-фото» группы

В 1988 году Стив Нагави и Крис Руйц, познакомившиеся на дискотеке в берлинском клубе Linientreu, «начали всем говорить, что они группа» под названием Body Project. Примерами для них стали Front 242, Nitzer Ebb, The Invincible Spirit и Depeche Mode.
Дата первого выступления, 14 января 1989 года, на фестивале EVOL, считается «днём рождения» группы. Только за две недели до него были куплены два подержанных синтезатора и драм-компьютер, самостоятельно нарисован плакат, сделанный из простыни и написаны первые три песни. Из исполненных «Second Voice», «Body Aggression» и «Gomorrah» только первая была выпущена – в альбоме Anguish.
Из-за привязки только к EBM название Body Project позже изменили на «абсолютно независимое» And One.

### 1990—1995: Machinery Records
В 1990 году уже под названием And One Нагави и Руйц заключили контракт с Machinery Records на выпуск четырёх альбомов. Йор Йенка (Jor Jenka, наст. имя – Йорген Малдер), сооснователь лейбла, стал продюсером первых трёх альбомов и сопросюдером четвёртого. Коллектив дебютировал с макси-синглом Metalhammer, подарившим не только локальную известность, но и символ, Хаммерманна (нем. «человек с молотом»), который используется до сих пор в сценическом оформлении и присутствует на дисках.
«Первым толчком в карьере» стало выступление на открытии второго Festival of Darkness в 1991 году. В том же году коллектив получил звание «Best New Artist» в Германии.
В раннем творчестве часто использовались отсылки на ближневосточную культуру, нередко граничившие с провокацией. В «Metalhammer» присутствуют куски азана, призыва к совместной молитве в исламе. В буклете к песне «Menschen» есть подпись «Thanks to … the ghost to Schah Reza». В 1991 году должен был выйти сингл «Saddam Hussein», но из-за излишнего внимания релиз был отменён. В марте состоялся релиз сингла «Aus der Traum!», сборы с которого были отправлены в Greenpeace. Одноимённая композиция на нём содержит семплы из «исключительно драматических» дебатов в американском Сенате о войне в Персидском заливе, состоявшихся 11 января 1991 года. Нагави описывал идею произведения «не как провокацию или комментарий, а, скорее, как, скажем так, музыкальное беспристрастное размышление». Кроме того, участники подчёркивали, что это было для них «единственной доступной формой выражения страха». Позже Нагави, по его собственным словам, стал «гораздо более осторожно и сознательно обращаться с элементами, относящимися к религии и идеологии».

Незадолго до выхода первого альбома присоединился клавишник Алекс Ту (Alex Two). В этом составе был записан второй альбом, Flop!. Композиция «Techno Man» стала одним из первых юмористических пассажей в творчестве коллектива – в тексте шутливо упоминаются вдохвновлявшие участников And One Дейв Гаан (Depeche Mode), Дуглас МакКарти (Nitzer Ebb) и Ричард 23 (Front 242).

Передний план: Алекс Ту, Стив Нагави. Задний план: Уве, заменяющий ушедшего из группы Криса Руйца

Во время фотосессии для буклета к Flop! Руйц, со слов Нагави, покинул коллектив без объяснения причин, просто сказав главе лейбла, что он больше не участвует. По мнению Нагави, одной из причин этого стали конфликты с Йором. Руйца на фотографиях к альбому заменили одним из работников студии, Уве, всё равно указывая Руйца как участника. Вскоре после альбома вышел EP Monotonie, на котором уже присутствует голос Джоука Джея (Joke Jay, наст. имя – Йорг Янсер), барабанщика и бэк-вокалиста.
Третий альбом, Spot, первым попал в чарты, хоть и не в самые престижные и не на лидирующие позиции. В записи бэк-вокала участвовали люди разных возрастов, в том числе Офра Хаза. С композицией «Life Isn't Easy In Germany» And One выступили в нескольких телепрограммах, а снятый на неё клип стал первым для коллектива и транслировался на MTV. В том же 1993 году  была запущена кампания «Support Your Local Jugendclub», которая поддерживала площадки на территории бывшей ГДР и призывала известные коллективы дать благотворительные концерты.
Алекс ушёл, его место занял Рик Ша (Rick Schah, «Рик Шах»). Записанный в обновлённом составе I.S.T. был выпущен изначально в двух вариантах – немецком и европейском (I.S.T.g и I.S.T.e соответственно), а позже вышел вариант I.S.T.at., соединявший обе версии. «Deutschmaschine» из-за текста вызвала подозрения в поддержке праворадикальных движений, которое участниками коллектива активно отрицалось, а позже самая композиция была названа Нагави одним из актов «намеренной провокации» в творчестве And One, в частности, за рефрен «Die Deutschmaschine lebt» («Немецкая машина живёт»), который в отрыве от остального текста звучит абсолютно в противоположном, праворадикальном, ключе. На этой песне также присутствует бэк-вокал Руйца, на тот момент уже не состоявшего в коллективе. «Klaus», бонус-трек на сингле «Driving with my Darling», продолжил юмористическую линию в композициях группы, представляя собой бессмыслицу с шутками ниже пояса.
Считается, что проблемы с Machinery начались ещё во времена переизданий I.S.T. и после окончания действия контракта только обострились. Карл-Ульрих Вальтербах, сооснователь лейбла и владелец компании Modern Music Records, прекратил финансирование убыточного Machinery, который из-за выпуска более экспериментальной музыки существовал за счёт также принадлежащего Карлу лейбла Noise Records. Нагави в 1996 году подписал контракт с Virgin, из-за чего Вальтербах, всё ещё являвшийся владельцем прав на песни, выпустил от имени коллектива альбом «Best Of», который сами And One призвали бойкотировать. Началась судебная тяжба.

### 1996—2003: Virgin
Во время записи пятого альбома один из участников вынужден был жить в Нордхаузене, и, чтобы облегчить производство, весь коллектив переехал в этот город, а также пересобрали студию там. Именно поэтому, как считается, альбом называется в честь этого города – Nordhausen. Альбому предшествовали три сингла — Sweety Sweety, Sitata Tirulala и Sometimes, причём последние два издавались в версиях с дисками двух цветов каждый: белая и голубая версии Sitata Tirulala и красная и чёрная Sometimes.

Оригинальная версия обложки (немецкое издание)

Версия для дистрибьюции

Nordhausen был лицензирован для производства в других странах, но дистрибьюторам не понравилась ранняя версия обложки из-за полностью обнажённого мужчины на ней. В поздних изданиях мужчина уже носил бельё в цветах немецкого флага.
Вышедший в 1998 шестой альбом, 9.9.99 9 Uhr, своим слоганом и названием обещал выход следующего альбома 9 сентября 1999 года в девять часов, но обещанный релиз не состоялся. Сам альбом был принят хорошо, но композиция «Pimmelmann» вызвала недовольство, так как её название и текст многие сочли глупыми и провокационными.
В 2000 году к коллективу присоединилась Аннели Бертилссон, участница Cat Rapes Dog, которая покинула And One после нескольких выступлений на фестивалях и участия в записи альбома. На официальном сайте коллектива транслировалась работа над седьмым альбомом, сет-лист определялся фанатским голосованием, а концерты должны были превратиться в подобие мультимедийного спектакля.
На концерте против праворадикального насилия «Gesicht zeigen gegen Gewalt» («Покажи [своё] лицо против насилия»), транслировавшемся на MTV 15 декабря 2000 года, And One принял участие, но несколько нестандартно — Нагави выступал в непривычном образе: голый по пояс, с накрашенным лицом и красными волосами. Исполненные песни тоже были достаточно агрессивными. Позже он назвал этот образ «этим самым лицом насилия» и сказал, что это было разрушением ожиданий.

Седьмой альбом, Virgin Superstar, стал «последней ступенью Гарц-стадии» – отхода коллектива в более «попсовое» звучание, который сопровождался конфликтами в коллективе. В туре 2000 года Ша отсутствовал, так как был больше занят семьёй и работой, затем ушёл окончательно. На его замену (изначально только на время тура по США) вернулся Руйц, что вызвало недовольство Джея, и последний заявил на фестивале WGT об уходе из коллектива. Вторым клавишником стал Джио ван Оли (Gio van Oli, наст. имя – Дирк Джованоли), бывший участник Dark Voices. Он познакомился с Нагави во время постройки личной студии Deutschmaschine Studios вместе с Миком Шрёдером. «Гарц-стадия» закончилась с возвращением Нагави в Берлин.

Рекламная кампания альбома «Aggressor»

После 11 сентября 2001 года в сеть для свободного скачивания коллективом была выложена композиция «Amerika Brennt», посвящённая трагедии и включающая в себя записи новостей и мотив гимна США. Вскоре на внутренние проблемы в коллективе наложились и последствия теракта, в том числе преследование Нагави уголовной полицией Германии как подозрительной личности. Релиз восьмого альбома был отложен до 2003 года.
Aggressor стал не только «возвращением к истокам», но и актом выражения ненависти. Рекламной кампанией альбома стала фотография, изображавшая участников коллектива как заложников, которая некоторое время была на сайте. Все песни, по утверждению Нагави, были переписаны на немецком языке из-за нежелания «говорить, как американский президент Буш», в некоторых композициях говорится о проходившей войне с Ираком – например, «Strafbomber» высмеивала стиль ведения войны американскими войсками.

Джио ван Оли, Стив Нагави, Крис Руйц

### 2006—2011: Out Of Line
По окончании контракта с Virgin коллектив присоединился к лейблу Out of Line, что объяснялось нежеланием впредь подписывать контракты с крупными компаниями из-за цензуры и контроля. Нагави переехал в Гамбург.
В 2006 году, сопровождаемый парадом синглов – Military Fashion Show, «So klingt Liebe»-трилогия и Traumfrau – и буквенной загадкой на сайте коллектива, вышел Bodypop с «зацикленными на теме женщин» песнями. «Steine sind Steine» с EP Frontfeuer постигла судьба «Deutschmaschine», и в адрес Нагави лично и коллектива в целом вновь пошли обвинения в национализме.
Наступили затишье в студийном плане и расцвет в сценическом. В туре 2006 года было дано больше концертов, чем в любой год до этого. Позже было объявлено о Bodypop 1 1/2, по изначальной задумке – EP с каверами на Depeche Mode, Front 242, Nitzer Ebb, DAF и The Cure. Из-за проблем с авторскими правами альбом вышел только в январе 2009 года и состоял из «живых» кавер-версий композиций a-ha («The Sun always shines on TV»), Yazoo («Only You»), Bronsky Beat («Smalltown Boy»), Camouflage («The Great Commandment»), Erasure («Sometimes»), New Order («Blue Monday», «True Faith») и Alphaville («Big in Japan»).
Тур «Cover-Lover Supershow», прошедший в 2009 году, запомнился решением делить концерты на две даты – мужскую и женскую, что вызвало обвинения в сексизме. В том же году вышел лайв-альбом в двух форматах – CD и DVD. С началом предшествовавшего альбому Tanzomat тура вернулось мнение о правых взглядах Нагави – на этот раз из-за внешнего вида солиста и, в частности, чёрной повязки на левой руке, на которой был круг с изображением Хаммерманна.
В 2011 году были объявлены выступления на «разогреве» в туре коллектива Unheilig. За 3 дня до начала этого тура Руйц и Джио с неоднозначным заявлением ушли из коллектива, через несколько дней вернулись Рик Ша и Джоук Джей, и тур не отменился сразу. Из 27 концертов And One выступил только на первых трёх, сначала отменив большую часть оставшихся концертов, а затем и весь тур. Позже Нагави написал «Письмо фанатам», где объяснил, что причинами такого решения стали разница во взглядах аудиторий групп и излишняя коммерциализация тура, а не только работа над планировавшемся тогда альбомом Sextron, и признал, что «отправляться в тур с Unheilig было плохой идеей». Основной причиной изначального согласия на участие было названо простое желание выступать на открытых сценах, а не часто приписываемое стремление к заработку за счёт более крупной группы.
В апреле 2011 году велись переговоры с Universal, были идеи об альбоме ремиксов самых известных работ коллектива, но сделка не состоялась из-за обсуждения возможностей вмешательства в тексты песен. Как новый лейбл был выбран Synthetic Symphony, дочерний лейбл SPV.

#### PAKT, обвинения и открытие настоящего положения дел
4 июня 2011 года, за три дня до начала тура с Unheilig, Руйц и Джио опубликовали на YouTube видео, где заявляли об уходе из And One и создании коллектива Pakt. 
Мы решили. После многих лет в AND ONE, мы, Крис и Джио, идем по новому пути. В конце концов, отношение к музыке и жизни было слишком разным. Если речь идет о только разменности и нефункциональности, мы не можем этого делать. Мы видим AND ONE как что-то другое, чем то, что есть сейчас. Мы хотим и должны двигаться. Мы не мейнстрим — мы EBM!
Первая композиция Pakt, «Freiheit», считается, текстуально отсылается к их точке зрения на данную ситуацию.
10 августа того же года Нагави опубликовал на сайте «Письмо фанатам 2», в котором рассказал о положении дел в коллективе со времён Aggressor.
С его слов, в 2001 году сначала Крис, а затем и Джио были взяты как статисты, чья работа заключалась в изображении игры под фонограмму, что до этого текста никогда не заявлялось открыто. Причиной такого решения стало нежелание искать полноценную замену Рику и Джоуку. За работу в качестве «сценических музыкантов» Крис и Джио получали больше, чем полноценные участники. Кроме того, за ними всё ещё оставалось право инициативы в музыкальном плане, но в студии они не работали. Руйц записал вокал для «Fernsehapparat» с «Aggressor», не более – в остальном вся работа с момента смены состава лежала на солисте.
На протяжении всей совместной работы в коллективе происходили конфликты, которые обострились из-за принятого решения о участии в туре Unheilig в качестве разгрева и последовавшего за этим нового дизайна сайта, который, хоть и был согласован до выхода с Крисом и Джио, не пришёлся тем по душе: использование сначала только фотографии солиста их озадачило, хоть и обсуждалось заранее, что в дальнейшем их фото тоже появятся.
Одной из претензий в сторону And One и конкретно Нагави со стороны бывших участников стала излишняя коммерциализация и «сотрудничество» с Графом, хотя в «Письме...» упоминается, что предложению тура обрадовались все. Кроме того, первое время они открыто пользовались (намеренно ли или нет – неизвестно) статусом бывших участников And One, попадая на фестивали ещё до выпуска своего первого альбома и иногда даже в качестве «сайд-проекта».

### 2012: Synthetic Symphony
К «старому новому» составу присоединился участник Condition One Нико Видиц – первоначально как исключительно «сессионный» участник, но затем и полноценно. Sextron постепенно перестал упоминаться, началась работа над альбомом S.T.O.P.. Группа полноценно собралась в Берлине.
В 2012 году планировался ещё один кавер-тур – «Cover For The Masses» (отсылка на альбом Depeche Mode «Music For The Masses»), который отменился из-за нежелания аудиторией и «слишком плотной работы над альбомом». Как компенсацию за отменённые концерты был выпущен бесплатный для скачивания EP Shice Guy, на котором также вышла версия «Für» с оригинальным тестом – «Für ZWEI», записанная для планировавшегося в 2011 году альбома ремиксов.
S.T.O.P вышел в сопровождении EP Treibwerk и синглов Back Home и Shouts of Joy. В композициях «The End of Your Life» в альбоме и «Get it!» на EP присутствует вокал Дугласа МакКарти, вокалиста Nitzer Ebb, а в «Low» на Treibwerk – Эскиля Симонссона из Covenant.
Из-за конфликта с SPV и судебных разбирательств Нагави заявил о прекращении существования And One. Почти без пояснений была назначена дата живого релиза альбома «Magnet», который должен был существовать исключительно на концертах, без выпуска студийных записей. Стив говорил о начале написания «Книги фанатам», где хотел объяснить все подробности данного вопроса, но позже отменил её, как и конец коллектива. Под руководством Soulfood появился Deutschmaschine Schallplatten – лейбл, состоявший и состоящий до сих пор исключительно из And One. Работа над «Magnet» перешла в студию.

### 2013 — настоящее время: Deutschmaschine Schallplatten
В начале 2014 года был объявлен выход трилогии альбомов – Propeller, Magnet и Achtung 80 под общим названием «Magnet (Trilogie 1)», как говорил Нагави, «во избежание путаницы на случай, если будет вторая». На Achtung 80 в кавер-версии «Somebody's Song» Condition One есть вокал Видица. Дата выхода трилогии была назначена за день до дня рождения бывшего участника, Криса Руйца, а надпись в буклете к Propeller отсылалась к слогану из первого видео Pakt, «Wir sind nicht Mainstream – wir sind EBM!» – «Wir sind nicht EBM – wir sind Senfgurke!» («Мы не EBM – мы маринованный огурец!»).
В 2014 на фестивале Familientreffen Нагави и Джей выступили в усечённом составе под названием Deutschmaschine. В том же году And One приняли участие в телетрансляции M'era Luna, что повторилось в 2017.
Выход второй трилогии изначально планировался в 2016 году, затем был перенесён на 2018 год и позже вновь отложен. Изначально во второй трилогии планировались альбомы «Kontakt», «Joker» и «Vibrator». В январе 2021 года Джоук объявил о том, что песни из написанного им и его командой «Joker» войдут в Awaken, альбом коллектива The Joke Jay, вышедший 29 октября 2021 года. Причинами возвращения материала стали «старость» и «слишком непривычный вид» для And One. Дальнейший вид трилогии и вероятность её выхода были неизвестны до 2024 года.
В 2021 году Джоук выложил демо-версии «Sometimes» и «High», а Нагави – демоверсии времён Body Project. 14 января 2022 года вышел клип на не вошедшую в Achtung 80 композицию «We Want More». В съёмках материала для клипа принял участие Алекс Ту. На закрытии фестиваля Plague Noire 7 мая того же года коллектив выступил спустя почти два с половиной года перерыва.
В марте 2023 года начался мировой тур, во время которого были не только исполнены некоторые новые композиции (Atomic Bomb, Immer Weiter, No TV), но и объявлены даты выхода первого сингла, «Atomic Bomb» (26.01.2024) и альбома (предположительно 27.07.2024). Тем не менее, в январе 2024 года, после отсутствия сингла без объяснения, Нагави вынужденно писал на Facebook, что из-за «проблем с лейблом» дата выхода альбома неизвестна, но он «надеется, что альбом выйдет хотя бы в 2024». Вскоре он выпустил серию видео на личном канале YouTube, где не только повторил уже известные факты, но и рассказал, в том числе, о том, как планировал в 2020 году выпустить вместо второй трилогии квадрологию.
На данный момент[какой?] неизвестны ни даты выхода, ни название альбома, а также лейбл, на котором он выйдет.

## Интересные факты
- В буклете каждого альбома, за исключением «первой трилогии» (Magnet: Trilogie 1), упомянут или поблагодарен Вернер Баур, диджей из Linientreu, поскольку он ставил демоверсии песен коллектива.
- В январе 2011 года создатель и фронтмен Lola Angst и бывший участник Feeling B Александр Гольдманн (Alexandar Goldmann, в Feeling B – Саша Тадич) выпустил промо-клип проекта Dark Kasperle Theater – «отражавших» происходившее на электро-сцене музыкальных сценок с использованием наручных кукол. Первое видео, «Quak! Quak! Quak!»[11], было посвящено именно Нагави, изображённому лягушонком Кваком (Quak, жарг. «пустослов»), а текст высмеивал его восточное происхождение, рост и «дружбу» с Графом, солистом Unheilig. Несмотря на поначалу дружелюбное отношение со стороны Нагави, с появлением большего количества материала в 2012 он высказал на форуме открытое недовольство тем, что его изображают нацистом. Это помешало выступлению «театра» на одном из фестивалей. Гольдманн ответил тем, что Квак нацистом не является и с Нагави не связан. Препирания закончились привлечением юристов. В туре «театра» 2013 года использовался образ из другой пародии на Нагави, «Homotron», а выступали в том числе и Pakt. Планировавшийся на Out Of Line DVD с выступлением «театра» не вышел.
- Николас Круз, совершивший стрельбу в Паркленде в 2018 году, во время допроса сказал, что во время подготовки к убийству демон «заставлял» его слушать «злые песни», указав как одну из них композицию «Panzermensch» из альбома Virgin Superstar, хотя, по его собственному утверждению, немецкий язык он не знает.
- Стив Нагави известен своей провокативностью. В 2018 году, в очередной раз заигрывая с темой осуждаемых им ультраправых взглядов, он со сцены фестиваля Amphi заставил аудиторию по буквам произнести имя «Адольф», позже называя это «акцией», которая показывала, «насколько легко аудиторией манипулируют люди на сценах и подиумах»[3]. В 2020 году он был считан как сторонник QAnon из-за резко появившейся на личной странице коллектива в Facebook буквы Q в оформлении, что Нагави позже назвал отсылкой на тогда ещё планировавшуюся квадрологию (Quadrologie)[10], чей релиз так и не состоялся.

## Дискография

### Альбомы
1991 — Anguish
1992 — Flop!
1993 — Spot
1994 — I.S.T.e и I.S.T.g
1995 — I.S.T.at
1997 — Nordhausen
1998 — 9.9.99 9 Uhr (+ Maschinenstürmer)
2000 — Virgin Superstar
2003 — Aggressor
2006 — Bodypop (+ Frontfeuer)
2009 — Bodypop 1 1/2
2009 — Live
2011 — Tanzomat (+ Live 2010 — The Specials!)
2012 — S.T.O.P. (+ Treibwerk)
2014 — Magnet (Trilogie 1): Propeller, Magnet, Achtung 80 (+ Live on Stage)

#### Слоганы альбомов
Anguish — Vielleicht ist es so, daß in den Momenten, wo wir uns am stärksten fühlen, wir am schwächsten sind. (Может быть, в моменты, когда мы чувствуем себя сильнее всего, мы слабее всего.)
Flop! — Vielleicht ist es aber so, dass wir stärker sind, als wir dachten. (Но, может быть, мы сильнее, чем мы думали.)
Spot — Vielleicht ist es so, dass es nicht nur an uns liegt. (Может быть, это зависит не только от нас.)
I.S.T. — Vielleicht ist es so, dass es ein Geben nie ohne Nehmen geben kann. (Может быть, нельзя отдавать, не получая взамен.)
Nordhausen – Vielleicht ist es so ! (Может быть !)
9.9.99 9 Uhr — vielleicht ist es so, dass……. am 9.9.1999 9 Uhr das nächste album rauskommt* (может быть,……. 9.9.1999 в 9 часов выйдет новый альбом*)
Virgin Superstar — vielleicht ist es so, dass affenscheiessen nicht alles gewesen sein kann, was uns verbunden hat (может быть, это дерьмо не было единственным, что нас связывало)
Aggressor — vielleicht i.s.t. es so, dass wir die einzigen bleiben! (может б.ы.т.ь., мы остаёмся единственными!)
Bodypop — Vielleicht ist es so, dass es meinen Anfang nicht ohne dein Ende geben kann! (Может быть, не может быть моего начала без твоего конца!)
Tanzomat — Vielleicht ist es so, dass du beenden must, was nie angefangen hat! (Может быть, тебе придётся закончить то, что никогда не начиналось!)
S.T.O.P. — Vielleicht ist es so, dass Du erst Rot sehen must, um zu erkennen, wie hässlish Rosa sein kann! (Может быть, ты должен сначала увидеть красный, чтобы понять, насколько уродливым может быть розовый!)
Propeller — Vielleicht ist es so, dass wir kämpfen, bevor du aufgibst (Может быть, мы сражаемся, пока ты не сдашься)
Magnet — Vielleicht ist es so, dass wir sehen, was für dich nie da war (Может быть, мы видим то, чего никогда не было для тебя)
Achtung 80 — Vielleicht ist es so, dass wir reparieren, was nie kaputt war (Может быть, мы исправляем то, что никогда не ломалось)

### Синглы, EP и бонусные CD/LP
1990 — Metalhammer
1991 — Aus der Traum!
1991 — Techno Man
1991 — Second Voice (только виниловая пластинка)
1992 — Monotoniе
1992 — Turn the Nation/Die Mitte (только виниловая пластинка)
1993 — Life Isn’t Easy in Germany
1994 — Driving with my Darling
1995 — Deutschmaschine
1997 — Sometimes
1997 — Sweety Sweety
1997 — Sitata Tirulala
1998 — Get You Closer
2000 — Wasted
2003 — Krieger
2006 — Military Fashion Show
2006 — «So Klingt Liebe»-трилогия (S.E.X.)
2006 — Traumfrau
2008 — Paddy Is My DJ (только виниловая пластинка)
2011 — Zerstörer
2012 — Shice Guy (выпуск ранее цифрового релиза)
2012 — Back Home
2012 — Shouts of Joy
2017 - Bodypop 33 1\3 (Только виниловая пластинка на 111 копий)

### Цифровые релизы
2001 — Amerika Brennt
2012 — Shice Guy

### DVD
2009 — Live

### Компиляции
2011 — Naghavi’s Selection 97-03

## Видеоклипы
— Life Isn’t Easy in Germany (1993)
— Driving with my Darling (1994)
— Sometimes (1997)
— Get You Closer (1998)
— Wasted (2000)
— Krieger (2003)
— So klingt Liebe (2006)
— Traumfrau (2006)
— Military Fashion Show (Original Version) (2010)
— Sex Drive (2011) - удалён
— Zerstörer (2011)
— Shouts of Joy (2012)
— Killing the Mercy (2012)
— Aigua (2012)
— Unter meiner Uniform (2015)
— Zeit ohne Zeit (2015)
— The Other Side (2015)
— U-Boot Krieg in Ost-Berlin (2015)
— We Want More (2022)

## Участники

### Нынешний состав
Стив Нагави — текст, вокал (1989 — н.в.)
Джоук Джей (Йорг Янсер) — ударные, текст, бэк-вокал, вокал (1992 — 2001, 2011 — н.в.)
Рик Ша — клавишные (1994 — 2001, 2011 — н.в.)
Нико Видиц — сессионный музыкант (2011); клавишные, бэк-вокал, текст (2012 — н.в.)

### Бывшие участники
Крис Руйц — текст, бэк-вокал (1989 — 1991); концертный участник (2001 — 2011)
Джио ван Оли (Дирк Джованоли) — концертный участник (2001 — 2011)
Алекс Ту — клавишные, бэк-вокал (1991 — 1993)
Аннели Бертилссон — вокал (2000)